# Peng Zhaoqin
Peng Zhaoqin (彭肇勤; Péng Zhàoqín), född 8 maj 1968 i Guangzhou i provinsen Guangdong i södra Kina, är en nederländsk schackspelare som är stormästare i schack (GM) sedan 2004.
Peng är trefaldig kinesisk mästarinna i schack. Sedan 1996 bor hon i Nederländerna och har blivit holländsk mästarinna inte mindre än fjorton gånger.

## Schackkarriär
I Europeiska mästerskapet för damer 2004 delade hon förstaplatsen med Alexandra Kostenjuk, men fick silvermedalj efter tie break.
I samband med den turneringen fyllde hon den sista stormästarnormen och erhöll titeln stormästare i schack (GM) i oktober 2004.

### Nationella titlar
Peng Zhaoqin har vunnit Kinesiska mästerskapet för damer 1987, 1990 och 1993.
I Nederländska mästerskapet för damer har Peng samlat fjorton mästerskapstitlar med början 1997. Sedan vann hon tolv gånger i rad från 2000 till 2011. 2011 vann hon nio av tio partier och placerade sig tre hela poäng före tvåan, med resultatet 9/10, 9 vinster och 1 förlust. 2003 var Peng dock ännu mer överlägsen. Då vann hon också med slutpoängen 9/10 medan tvåan i mästerskapet, Tea Bosboom-Lanchava, slutade på 5,5/10. Zhaoqin samlade då 8 vinster och 2 remier.

### Schackolympiader
Peng har deltagit i samtliga schackolympiader som arrangerats mellan 1988 och 2014, förutom 1996. 
Fyra gånger deltog hon i det kinesiska damlaget, 1988-1994. Efter uppehållet 1996 i samband med landsbytet, har hon deltagit i samtliga turneringar 1998-2014 i det nederländska damlaget.
Hennes bästa individuella prestation med det kinesiska laget nådde hon redan 1988, då hon tog en individuell guldmedalj vid bord 3 och det kinesiska laget slutade på en fjärdeplats. Följande tre år spelade hon vid bord 2, utan individuell medalj, men med bronsmedalj för det kinesiska laget vid alla tre turneringarna.
Pengs bästa individuella prestation med det nederländska laget nådde hon 1998, då hon tog en individuell bronsmedalj vid bord 1 och det nederländska laget slutade på en fjärdeplats. Samtliga år har hon spelat vid bord 1 för det nederländska damlaget.
Peng Zhaoqins totala resultat i schackolympiaderna är 61,1 vinstprocent via 65 vinster, 35 remier och 35 förluster.